# Christian Roth (Politiker)

Christian Roth

Christian Roth (* 12. Februar 1873 in Forchheim; † 16. September 1934 in Breslau) war ein deutscher Jurist, Verwaltungsbeamter und Politiker (DNVP, NF, NSDAP).

## Leben und Beruf
Nach dem Besuch der Volksschule, dem humanistischen Gymnasium in Bamberg und dem Abitur 1892 am Gymnasium in Erlangen studierte Roth Rechtswissenschaften in Erlangen und Berlin. 1892 wurde er Mitglied der Burschenschaft der Bubenreuther Erlangen; 1929 Ehrenmitglied der Burschenschaft Alemannia Bonn. Er legte 1896 das erste juristische Staatsexamen ab, promovierte 1898 zum Dr. jur. und legte 1899 das zweite juristische Staatsexamen ab. Anschließend trat er in den bayerischen Verwaltungsdienst ein. Er war seit 1902 als Bezirksamtsassessor in Bogen tätig, wurde 1906 zum Bezirksamt München und 1911 auf eigenen Wunsch in die Polizeidirektion München versetzt.
Zu Beginn des Ersten Weltkriegs wurde der Hauptmann der Reserve Leiter der Abteilung P beim stellvertretenden Generalkommando des I. bayerischen Armeekorps in München. Nach Ende des Krieges war er bei der Flucht König Ludwigs III. nach Österreich beteiligt und nach der Niederschlagung der Räterepublik Leiter der Rechtsabteilung bei der Stadtkommandantur München. Er war seit November 1919 Bezirksamtmann in Dachau.
1919 war Roth einer der Gründer der Münchner Einwohnerwehr. Er gehörte zunächst der Bayerischen Mittelpartei (BMP), dem bayerischen Landesverband der DNVP, an, für die er ab 1920 Mitglied des bayerischen Landtags war. Vom 16. Juli 1920 bis zum 11. September 1921 amtierte er als bayerischer Staatsminister der Justiz in der von Ministerpräsident Gustav von Kahr geführten Landesregierung.
Von Februar bis September 1923 war Roth Politischer Geschäftsführer der Arbeitsgemeinschaft der Vaterländischen Kampfverbände. Im Herbst 1923 wechselte er von der BMP zur NSDAP. Roth nahm am Hitlerputsch teil; in der Putschregierung sollte er Bayerischer Innenminister werden. Nach dem Scheitern des Putsches war er vorübergehend inhaftiert.
Im April 1924 wurde Roth für den Völkischen Block in Bayern (VBI) wieder in den Landtag gewählt, dem er zuletzt als Fraktionsloser angehört hatte. Von Mai bis Dezember 1924 war er Abgeordneter der Nationalsozialistischen Freiheitspartei (NF) im Reichstag, in dem er den Wahlkreis Franken vertrat. Nach der Auflösung des VBI gehörte Roth ab Mai 1925 dem National-Sozialen Volksbund um Anton Drexler an.
1928 schied Roth aus dem Landtag aus und wurde Generalstaatsanwalt am bayerischen Verwaltungsgerichtshof in München. Nach der Machtübertragung an die Nationalsozialisten trat er zum 1. April 1933 der NSDAP erneut bei (Mitgliedsnummer 1.509.125).